# Chun Tae-Il : L'espoir d'un peuple
Pour plus de détails, voir Fiche technique et Distribution.
Chun Tae-Il : L'espoir d'un peuple est un film d'animation sud-coréen réalisé par Hong Jun-pyo et sorti en 2021.

## Synopsis
La vie du célèbre Jeon Tae-il, figure emblématique du mouvement syndical sud-coréen devenu une étincelle d'espoir pour les droits des travailleurs.

## Fiche technique
- Titre original : 태일이
- Réalisation : Hong Jun-pyo
- Scénario : Sim Hyeong-seop
- Animation : Lee Ho-min
- Photographie :
- Décors :
- Montage : Choi Min-young
- Musique : Lee Ji-soo
- Production : Lee Eun, Shim Jae-myung et Kim Sun-ku
- Société de production : Myung Films
- Société de distribution : Littlebig Productions
- Pays de production :  Corée du Sud
- Langue originale : coréen
- Format : couleur — 2,35:1
- Genre : animation
- Durée : 99 minutes
- Dates de sortie :
  - Corée du Sud : 1er décembre 2021
  - France : 13 juin 2022 (Annecy)

## Distribution
- Jang Dong-yoon
- Yeom Hye-ran
- Jin Seon-kyu
- Kwon Hae-hyo

## Distinctions
- 2022 :
  - Prix Contrechamps au 46e festival international du film d'animation d'Annecy[1]
  - Prix du public (ou Prix de bronze) au 26e Festival international de films Fantasia
  - Grand prix au 18e Seoul Indie-AniFest